# Serafino (nome)
Serafino  è un nome proprio di persona italiano maschile.

## Varianti
- Femminili: Serafina[2]
  - Ipocoristici: Fina[2]

### Varianti in altre lingue
- Francese: Séraphin[1]
  - Femminili: Séraphine[2]
- Greco moderno: Σεραφειμ (Serafeim)[1]
- Inglese
  - Femminili: Seraphina (raro)[2]
  - Ipocoristici femminili: Sera[2]
- Latino: Seraphinus[1]
  - Femminili: Seraphina[2]
- Macedone: Серафим (Serafim)[1]
  - Femminili: Серафима (Serafima)[2]
- Polacco: Serafin[1]
  - Femminili: Serafina[2]
- Portoghese: Serafim
  - Femminili: Serafina[2]
- Rumeno: Serafim[1]
- Russo: Серафим (Serafim)[1]
  - Femminili: Серафима (Serafima)[2]
- Spagnolo: Serafín
- Tedesco
  - Femminili: Seraphina (raro)[2]
- Ungherese: Szerafin

## Origine e diffusione

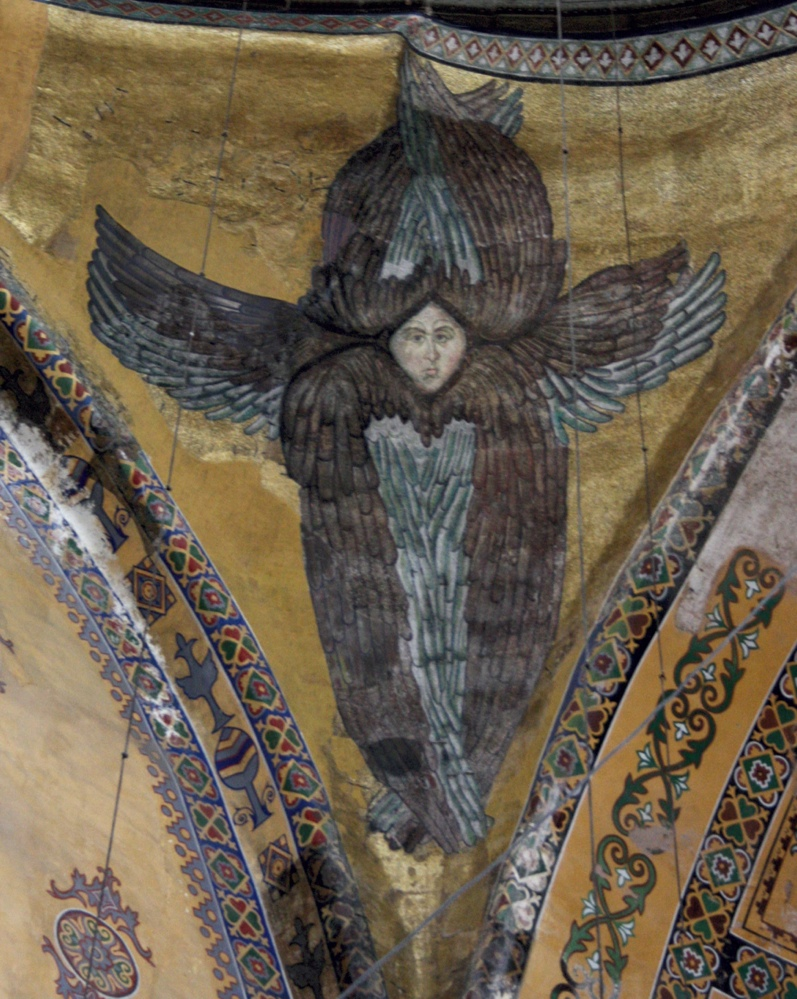
Un serafino raffigurato nella basilica di Santa Sofia

Deriva dal nome tardo latino Seraphinus, basato sul termine biblico seraphim, con il quale Isaia descrisse gli angeli dell'ordine dei serafini (Is 6:2). L'origine del termine è incerta: in alcuni passi biblici (ad esempio Is 14:29 e Nu 21:6) si riscontra il termine saraph, che significa "serpente fiammeggiante" o "serpente risplendente", e il significato attribuito al nome è quindi, talvolta, "fiammeggiante", "risplendente".

## Onomastico
L'onomastico si può festeggiare il 12 ottobre in memoria di san Serafino da Montegranaro, fratello laico cappuccino. Si ricordano con questo nome anche, alle date seguenti:
- 2 gennaio, san Serafino di Sarov, mistico[7]
- 12 marzo, santa Fina da San Gimignano, vergine[8]
- 24 marzo, beata Maria Serafina del Sacro Cuore, al secolo Clotilde Micheli, fondatrice delle Suore degli Angeli[7]
- 13 aprile, beato Serafino Morazzone, sacerdote[7]
- 23 agosto, beata Serafina Fernandez Ibero, religiosa e martire assieme a Rosaria Quintana Argos a Puzol[7]
- 29 luglio, santa Serafina di Mamie, vergine[7]
- 8 settembre, beata Serafina Sforza, monaca clarissa[7]

## Persone

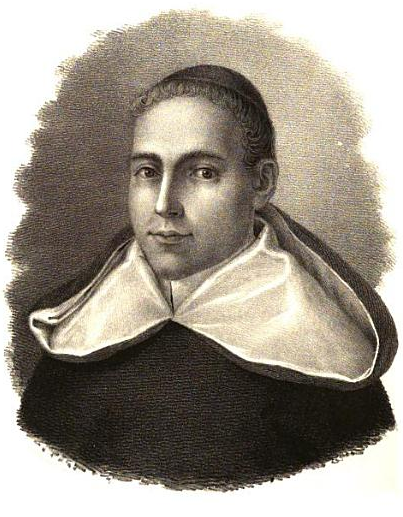
Serafino Cerva

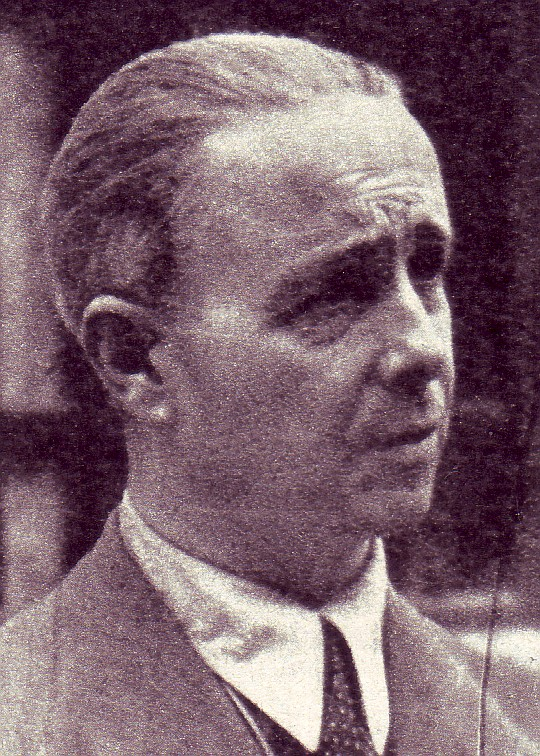
Serafino Mazzolini

- Serafino, personaggio del mondo calcistico italiano, tifoso di professione
- Serafino di Sarov, monaco, mistico e santo russo
- Serafino Biagioni, ciclista su strada italiano
- Serafino Cerva, chierico ed erudito dalmata
- Serafino De Tivoli, pittore italiano
- Serafino Dubois, scacchista italiano
- Serafino Famà, avvocato italiano
- Serafino Mazzolini, politico e diplomatico italiano
- Serafino Rafaele Minich, matematico italiano
- Serafino Montanari, calciatore e allenatore di calcio italiano
- Serafino Tamburelli, pittore italiano
- Serafino Vannutelli, cardinale e arcivescovo cattolico italiano

### Varianti maschili
- Serafín Areta, calciatore spagnolo
- Serafín Avendaño Martínez, pittore spagnolo
- Serafín Dengra, rugbista a 15 e dirigente d'azienda argentino
- Seraphim di Glastonbury, vescovo cristiano orientale britannico
- Serafim Fernandes de Araújo,  cardinale e arcivescovo cattolico brasiliano
- François-Séraphin Régnier-Desmarais, abate, diplomatico, grammatico e poeta francese
- Seraphim Rose, religioso statunitense
- Serafim Urechean, politico moldavo
- Serafin Zubiri, cantante e pianista spagnolo

### Varianti femminili
- Serafina Brunelli, monaca italiana
- Fina da San Gimignano, santa italiana
- Séraphine de Senlis, pittrice francese
- Serafina Sforza, religiosa italiana

## Nell'arte
- Oh, Serafina! è un film italiano del 1976 diretto da Alberto Lattuada e tratto dal romanzo omonimo di Giuseppe Berto.
- Serafino Fiorin è un personaggio del film del 1968 Serafino, diretto da Pietro Germi.
- Serafino Gubbio è un personaggio del romanzo del 1925 di Luigi Pirandello Quaderni di Serafino Gubbio operatore.
- Serafina Pekkala è un personaggio della trilogia di romanzi Queste oscure materie, scritta da Philip Pullman.
- Séraphin Poudrier è un personaggio del film del 2002 Séraphin: un homme et son péché, diretto da Charles Binamé.
- Seraphina Picquery, personaggio della serie di film Animali fantastici.
- Serafina è la principessa del regno sottomarino Miromara, protagonista della serie di romanzi fantasy Waterfire saga, di Jennifer Donnelly.